# 厄尔·门罗
維農·厄爾·孟洛（英語：Vernon Earl Monroe，1944年11月21日—），美国前职业篮球运动员，場上位置為后卫，人称“珍珠厄尔”、“黑色魔术”或“黑耶稣”，NBA50大巨星之一。
门罗大学就读于温斯顿-萨勒姆州立大学。大四的时候，门罗在NCAA的每场平均得分达到了惊人的41.5分，温斯顿-萨勒姆州立大学也夺得了当年的NCAA总冠军。1967年，门罗在选秀中以第一轮第二顺位被NBA巴尔的摩子弹队选中。在队中，夺下了当年的NBA最佳新秀奖，并同次年入队的韦斯·昂塞尔德组成了完美组合。
1971年，门罗被交换去纽约尼克斯队，在那里，他和沃尔特·弗雷泽组成传奇后场，拿下了1973年NBA总冠军。1980年，门罗因膝盖受伤退役。1990年，门罗被选入篮球名人堂。
门罗的職業生涯每場平均取得18.8分，3個籃板，3.9次助攻，0.2次封蓋及1次搶斷。